# Institut supérieur du génie appliqué
 (juillet 2016).
Pour les articles homonymes, voir IGA.
L'Institut supérieur du génie appliqué (IGA) (en arabe : المعهد العالي للهندسة التطبيقية), est un institut d'enseignement supérieur privé au Maroc, spécialisé dans la formation des cadres polyvalents dans les domaines de l'ingénierie et du management.

## Historique
Créé en 1981, l'IGA est autorisé par le ministère de l'Enseignement supérieur, de la Recherche et de la Formation des cadres et compte aujourd'hui plus de 10 000 lauréats qui interviennent dans tous les secteurs, aussi bien au Maroc qu'à l'étranger.

## Formation
Après deux années préparatoires intégrées d'enseignements généraux, l'étudiant opte à partir de 3e année pour une spécialisation selon ses motivations et ses aptitudes, qui débouche dans un premier temps sur un diplôme Bac + 3 années puis dans un second temps sur un diplôme Bac + 5 années.

### Ingénierie
L'École d'ingénierie de l'IGA est une école post-bac sur 5 ans d'études habilitée à délivrer le diplôme supérieur d'ingénierie dans les 4 pôles de compétence :
- ingénierie des télécoms et réseaux et systèmes embarqués
- ingénierie des systèmes automatisés et contrôle qualité
- ingénierie des réseaux informatiques et sécurité
- ingénierie des logiciels et traitement d'images

Toutes les filières de l'École d'ingénierie de l'IGA sont accréditées par le ministère de l'Enseignement supérieur, de la Recherche et de la Formation des cadres.

### Management
L'École de management de l'IGA est une école post-bac, sur 5 années d'études, autorisée à délivrer le diplôme supérieur de management dans les 3 pôles de compétence : 
- système d'information audit et contrôle de gestion;
- système d'information et génie financier;
- système d'information marketing et commerce.

Toutes les filières de l'École de management de l'IGA sont accréditées par le ministère de l'Enseignement supérieur, de la Recherche et de la Formation des cadres.

## International

### Partenaires académiques en France
L'IGA dispose de plusieurs partenariats avec de grandes universités françaises :
- Université de Rennes-I
- Université Claude-Bernard-Lyon-I
- Université de Lorraine
- Université de Bretagne-Sud
- Université de Haute-Alsace
- Université de Perpignan
- Université de Tours

### Poursuite d'étude à l'étranger
Les étudiants de l’IGA ont la possibilité à partir de leur 4e année de poursuivre leurs études à l’étranger afin d'y préparer :
- un diplôme d'ingénieur d'une école partenaire
- un diplôme d'une école de management partenaire
- un master professionnel ou recherche d'une université partenaire

## Vie étudiante

### Campus
L'IGA dispose de 3 campus à Casablanca :
- IGA Belvédère
- IGA Maârif
- IGA 2 mars

Chacun des 3 campus dispose d'un service de restauration sur place pour les étudiants et les enseignants.

### Associations
La vie associative de chacun des 3 campus est articulée autour du Bureau des étudiants (BDE) qui organise des manifestations culturelles à travers le club théâtre et le club média, sociales à travers le club humanitaire et sportives à travers le club sport. C'est aussi le BDE qui représente les étudiants au niveau de la Direction.

## Admission
L'accès en 1re année de l'IGA se fait après une étude de dossier et en cas de réussite au test d'admission en français, en anglais, en mathématiques et en logique et à l'entretien de motivation.
Les candidats devraient être titulaires d'un baccalauréat pour l'École de management et d'un baccalauréat scientifique ou technique pour l'École d'ingénierie.
L'accès en 2e, 3e et 4e année se fait après étude de dossier et un entretien oral.